# Smíchov City

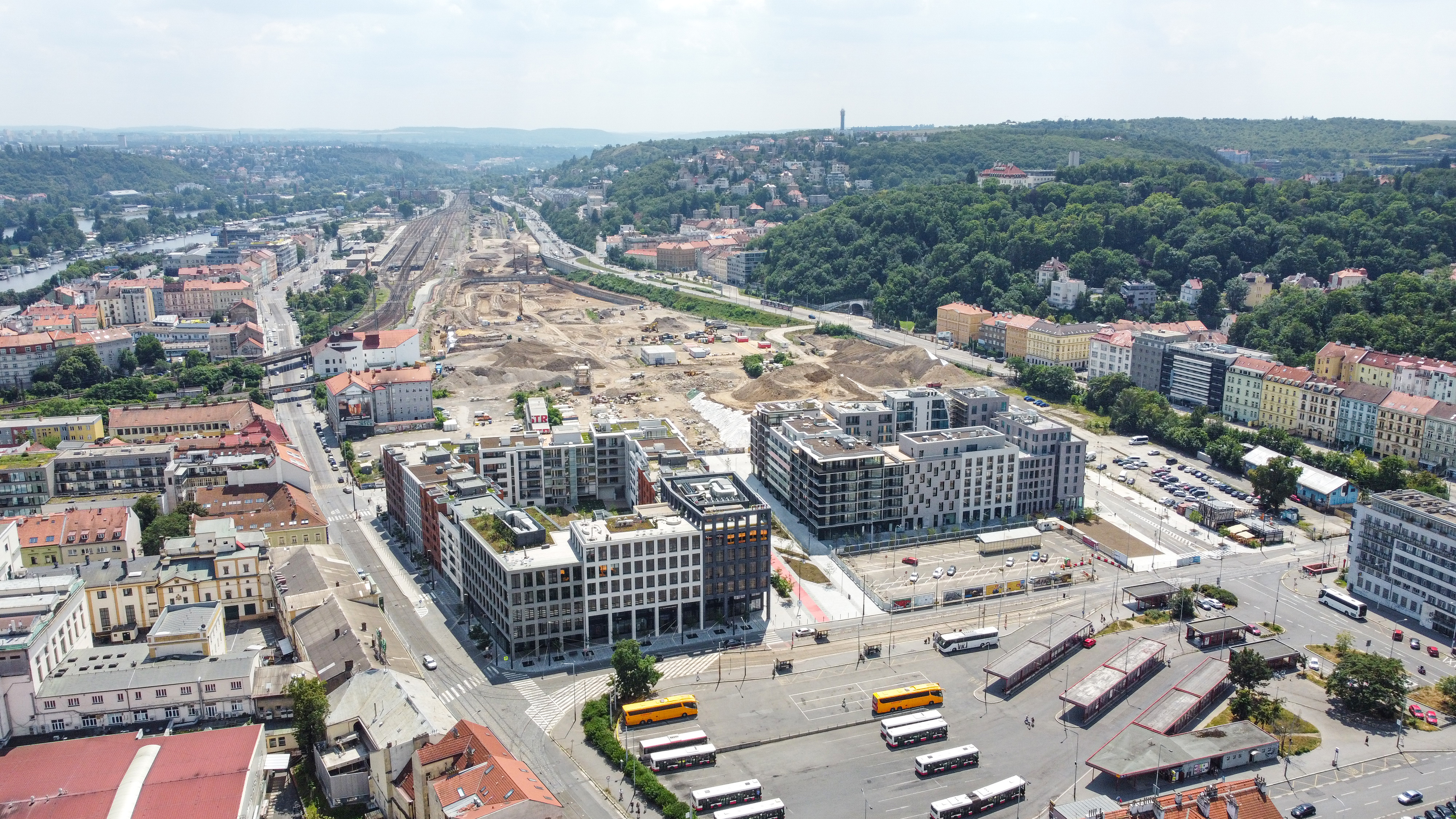
Smichov City – 2024

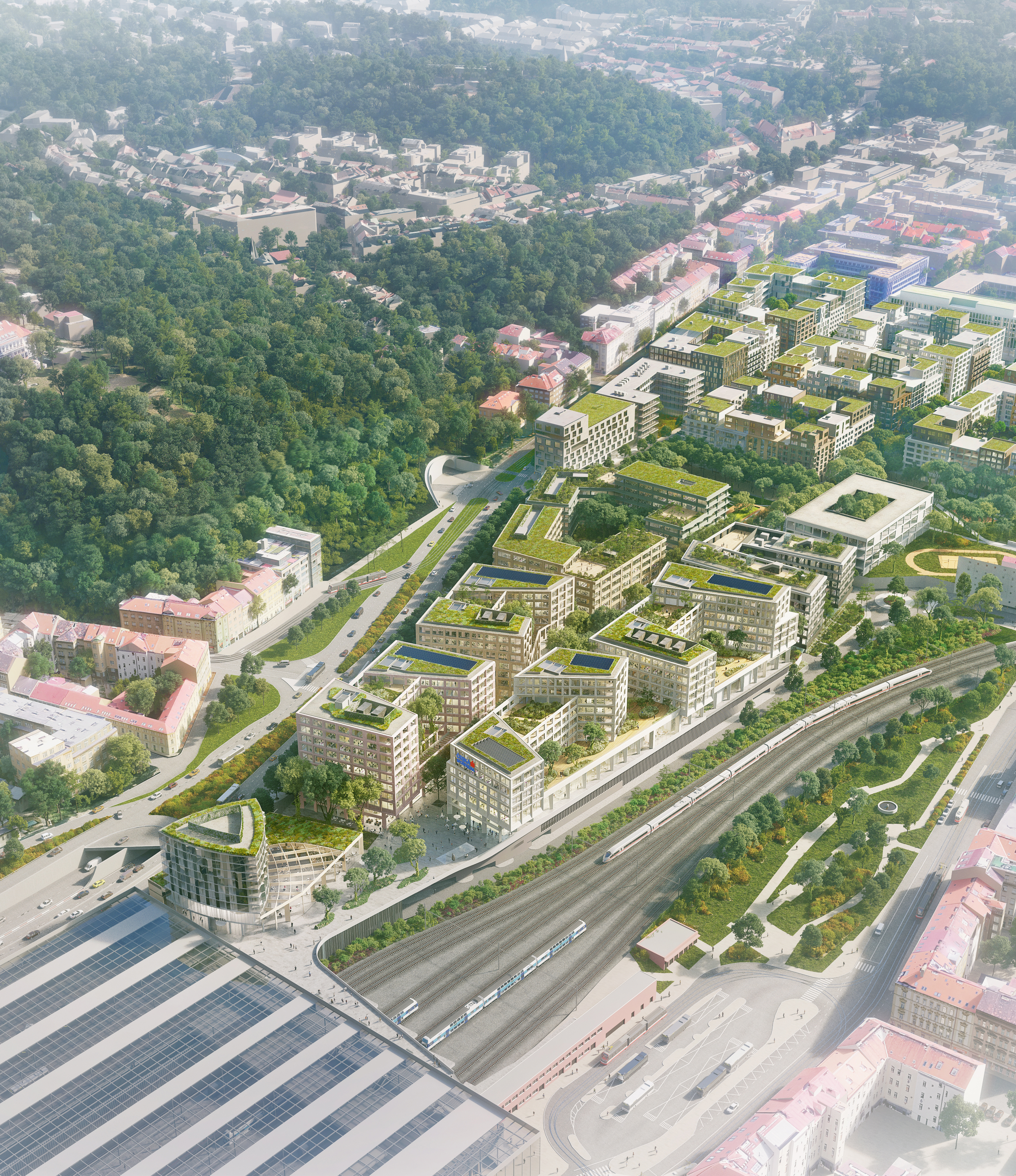
Smíchov City, Visualisierung der zweiten Bauetappe

Smíchov City (2020–2032) ist ein Bauprojekt der Sekyra Group auf dem Gelände des ehemaligen Güterbahnhofs Smíchov. Es handelt sich um das größte Entwicklungsprojekt Prags mit einer Gesamtfläche von knapp 20 Hektar und die größte Urbanisierung im Zentrum der Stadt seit der Gründung von Vinohrady. Der Spatenstich fand am 30. September 2020 statt, im Jahr 2032 soll das Bauvorhaben abgeschlossen sein.

## Beschreibung

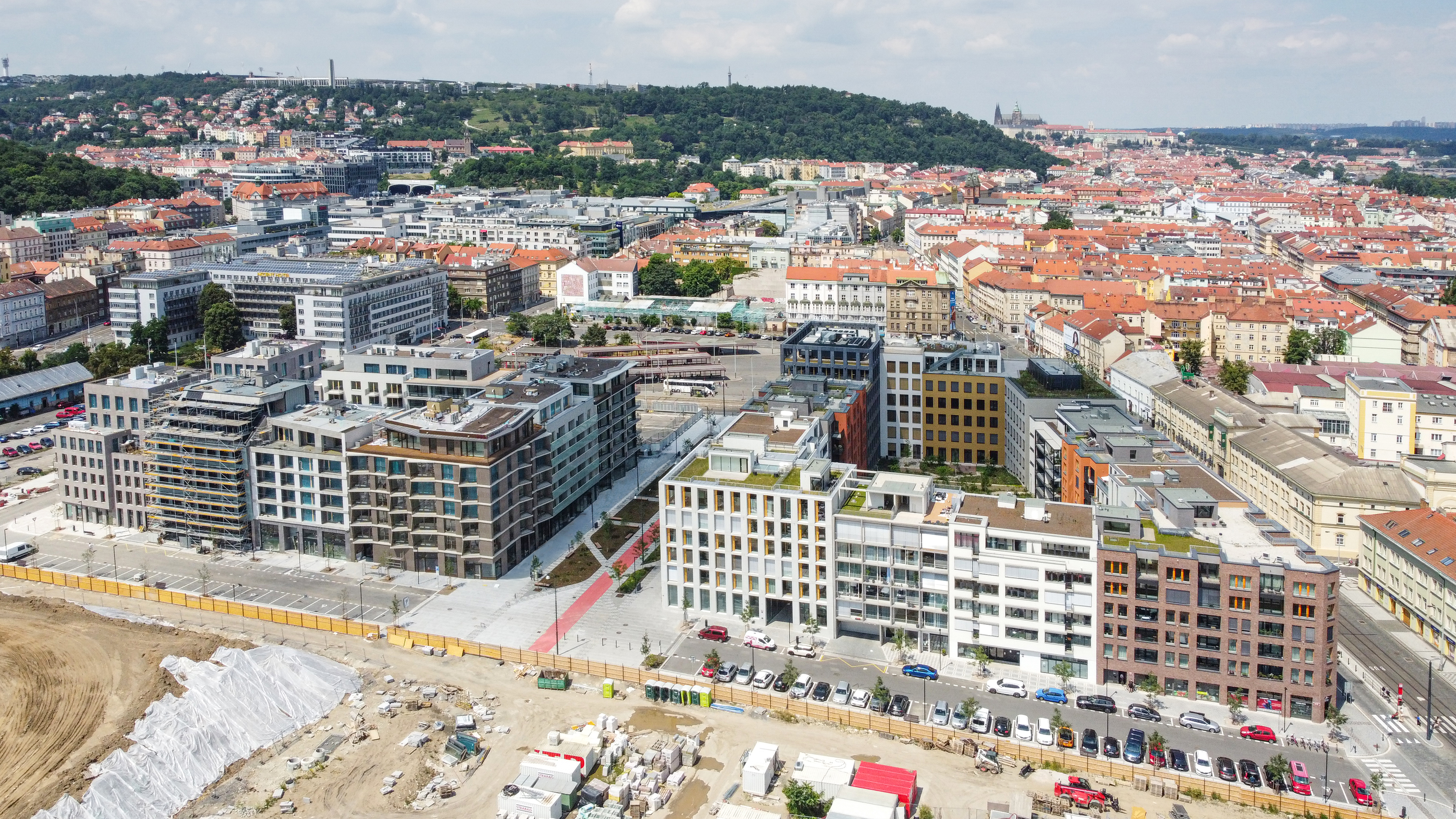
Smíchov City – Stand der 1. Bauetappe

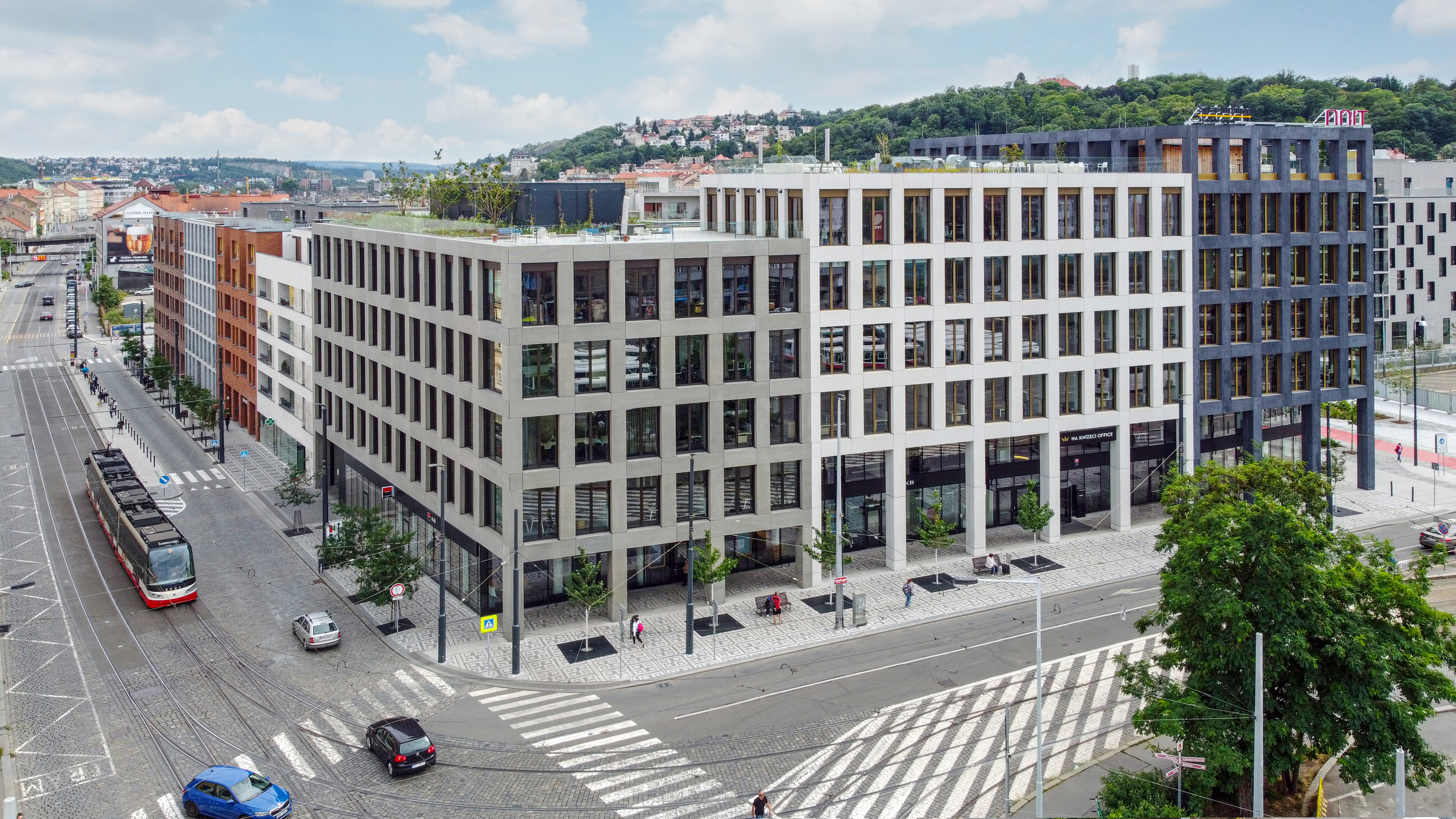
Smíchov City, Ecke der Straßen Nádražní und Za Ženský domovy - 2024

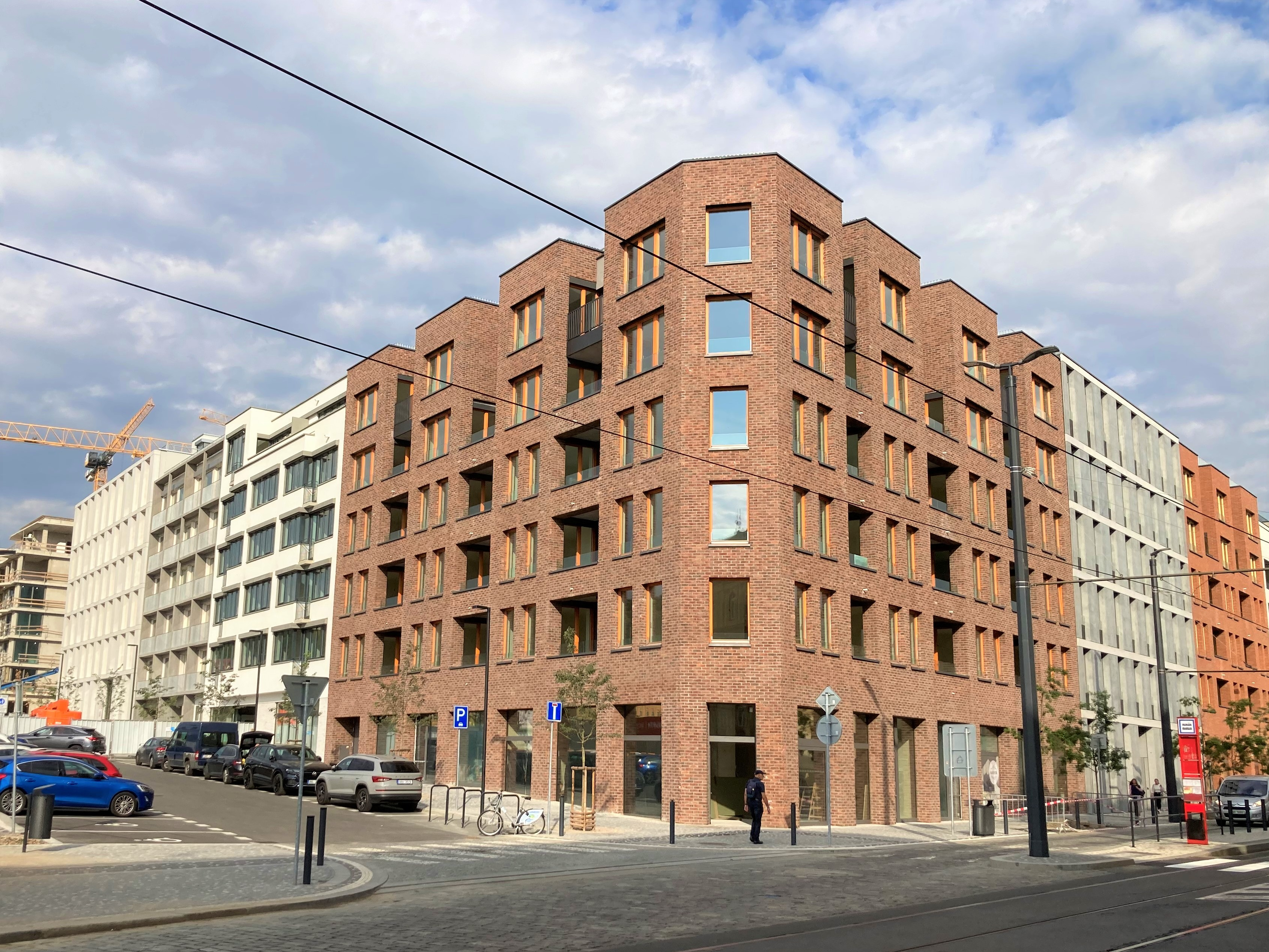
Aktueller Zustand des Gebäudes im Jahr 2023.

Smíchov City ist das Ergebnis eines internationalen Architekturwettbewerbs, bei dem auch die Anliegen der Prager Bevölkerung angemessen berücksichtigt wurden. Das Architekturbüro Atelier A69 zeichnet dabei sowohl für das städtebauliche Konzept von Smíchov City–Sever (Nord) als auch für das Administrativprojekt Na Knížecí verantwortlich. Auf Grundlage der Empfehlung der Jury beteiligen sich an dem Projekt insgesamt sieben Architekturbüros: A69, Kuba & Pilař architekti, haascookzemmrich STUDIO 2050, Chalupa architekti, Lábus – AA, D3A und Projektil architekti. Für die zweite Bauetappe wurden vier Architekturbüros ausgewählt, für die dritte Bauetappe zehn weitere. Parallel dazu arbeiten 21 Architektenteams an der Entwicklung des Gebietes. Das Projekt Smíchov City ist somit ein Aushängeschild moderner europäischer Architektur.
Auf einer Fläche von fast 400.000 m² entstehen neben Wohn-, Verwaltungs- und Geschäftsgebäuden auch öffentliche Räume wie ein 28 m breiter und etwa 1.000 m langer Fußgängerboulevard in Nord-Süd-Richtung. Insgesamt sind 21.000 m² Grünfläche geplant: u. a. ein Prager „Hyde Park“ und ein natürliches Amphitheater. Auch eine Schule ist in den Planungen enthalten. Nach der Fertigstellung soll das Quartier insgesamt 12.000 Menschen Raum zum Wohnen und Arbeiten bieten. Die privaten Investitionen in das Projekt werden 35 Milliarden Kronen betragen. Hinzu kommen fast 15 Milliarden Kronen aus öffentlichen Mitteln, die in die damit verbundenen Infrastrukturarbeiten investiert werden, darunter die Modernisierung des Bahnhofs und der Bau eines Verkehrsterminals, einschließlich eines Großparkhauses. Außerdem ist der Bau einer Grundschule vorgesehen. Insgesamt belaufen sich die Investitionen auf 50 Milliarden Kronen.
Die verwendeten Technologien und die Energieeffizienz der Gebäude entsprechen den Anforderungen des tschechischen Energieausweises PENB mindestens in der Kategorie B. Die Gebäude sind so konzipiert, dass sie auch den Standards des internationalen Bewertungssystems für Nachhaltigkeit von Gebäuden BREEAM entsprechen. Der Großteil des Regenwassers wird für die Bewässerung verwendet, in den Gebäuden der Bank Česká spořitelna setzt man außerdem auf die Nutzung von Grauwasser. Der größte Teil des neuen Stadtviertels wird mit nachhaltiger Energie aus Erdwärme und Photovoltaik versorgt. In einem Gebiet im Norden des Viertels sind diese Lösungen aufgrund dort verlaufender U-Bahn- und Eisenbahnlinien nicht zu verwirklichen.
Die Richtlinien des Architekturwettbewerbs wurden durch die Tschechische Architektenkammer (Česká komora architektů) festgelegt. An der Auftragsvergabe beteiligte sich auch das Planungs- und Entwicklungsinstitut der Hauptstadt Prag (Institut plánování a rozvoje hl. m. Prahy). In der ersten und in der zweiten Bauetappe werden Gebäude errichtet, die in den Erdgeschossen sämtlich über offene Gewerberäume für Geschäfte, Dienstleistungen, Restaurants und Cafés verfügen. Der Fußgängerboulevard führt durch zwei Parks mit einer Gesamtfläche 1,4 ha.
Vom Fußgängerboulevard führt eine Fußgängerbrücke über die Eisenbahnstrecke hin zum modernisierten Bahnhof Smíchov, dessen Bau 2024 begann und 2027 vollständig fertiggestellt sein soll. Der Smíchov-Terminal wird der erste moderne Bahnhof in Prag und ein einzigartiger Verkehrsknotenpunkt sein, an dem täglich eine Viertelmillion Menschen abgefertigt werden. Die Stadt Prag plant, über 7 Milliarden Kronen zu investieren. Neben der Metrostation wird es Terminals für den öffentlichen Nah- und Fernverkehr, einen Fahrradparkplatz und ein großes Parkhaus mit direkter Anbindung an den Stadtring geben. Zuerst soll ein Parkhaus mit 1 000 Stellplätzen gebaut werden, auf dessen Dach ein Terminal für Nah- und Fernbusse entstehen soll. Auf einem Teil des derzeitigen Busbahnhofs Na Knížecí erwägt die Stadt den Bau eines neuen städtischen Gebäudes, in dem 2 000 Beamte des Škoda-Palastes untergebracht werden sollen, wenn der Mietvertrag im Jahr 2028 ausläuft. Die Eisenbahnverwaltung wird sich am Bau des Smíchov-Terminals beteiligen, für den Investitionen von 5,1 Milliarden Kronen aus öffentlichen Mitteln geplant sind. Die historische Bahnhofshalle aus den 1950er Jahren soll erhalten bleiben und die beiden Bahnhofsunterführungen miteinander verbinden. Das Terminal ist Teil anderer Modernisierungsprojekte wie einer dreigleisigen Eisenbahnbrücke über die Moldau, neuen Hochgeschwindigkeitsstrecken sowie der Metro S oder der Elektrifizierung von Buslinien und Ladestationen.
Zudem sind ein Zentrum für Finanzwissenschaft in der Zentrale der Česká spořitelna sowie ein Food-Court geplant. Auch das Sport- und Kulturzentrum Radlická kulturní sportovna, das aus einer Initiative lokaler Sportenthusiasten heraus in einem ungenutzten Eisenbahnlager entstand, wird in das neue Viertel integriert.

## Bauetappen

### Erste Bauetappe
Die erste Bauetappe umfasst das Gebiet zwischen den Straßen Za Ženskými domovy, Nádražní und Stroupežnického und der gedachten Verlängerung der Straße Na Valentince. Im Rahmen dieser Etappe wurden bereits das Bürogebäude Na Knížecí und der Wohnblock SM2 fertiggestellt. Der zweite Wohnblock SM3 aus der ersten Bautappe soll im Herbst 2024 fertiggestellt werden. Insgesamt wird die erste Bautappe 400 Wohnungen mit Tiefgaragen und parkähnlich angelegten Innenhöfen umfassen. Die Gesamtfläche der ersten Bauetappe beträgt ungefähr 27 000 m², bei Investitionen von rund 3 Milliarden Kronen. Mit dem Bau wurde bereits im September 2020 begonnen und wird von einem Konsortium aus Strabag, Aspira Construction und Instalace Praha durchgeführt.

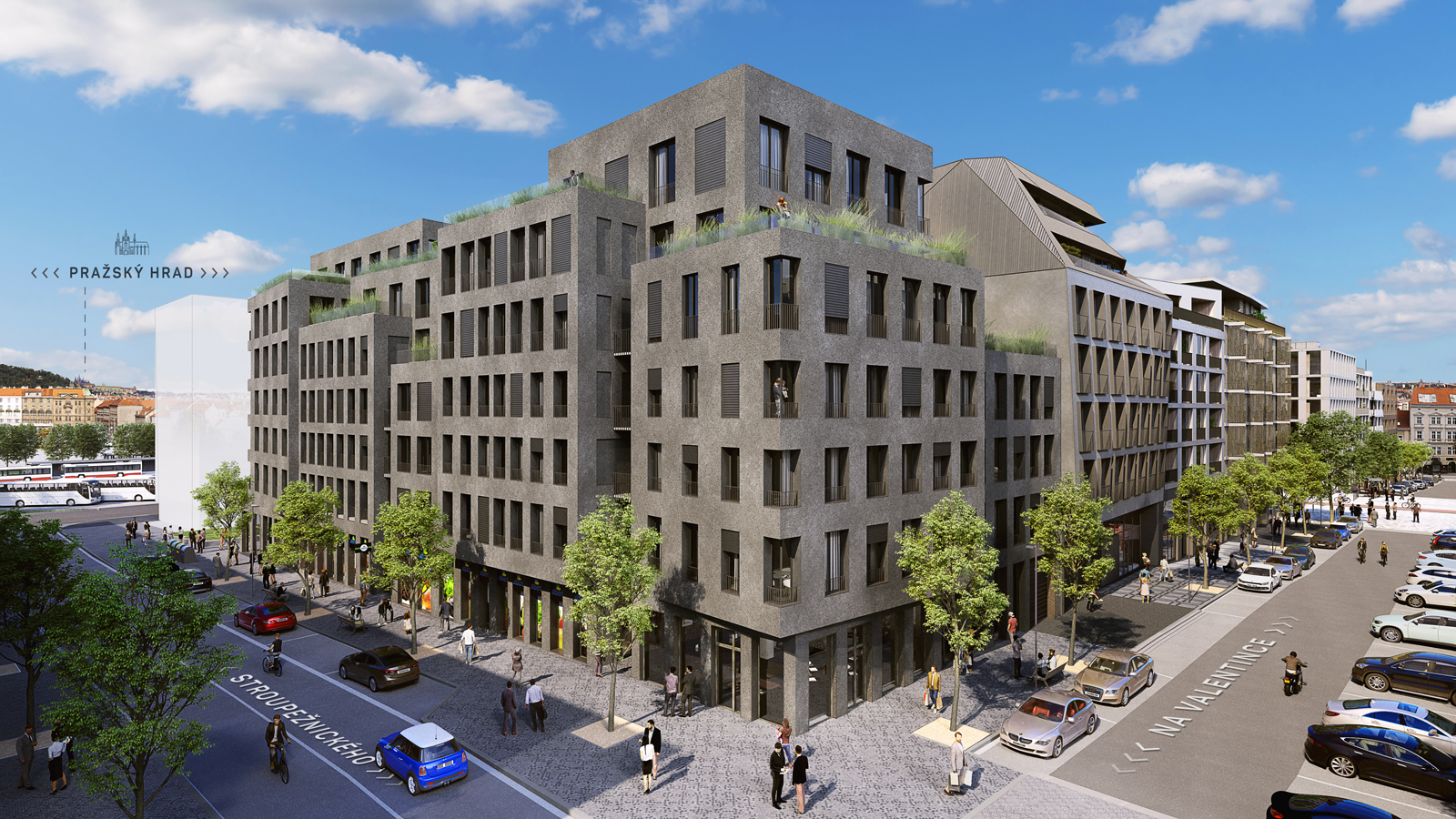
Smichov City, Visualisierung 4 – Stroupežnického-Straße
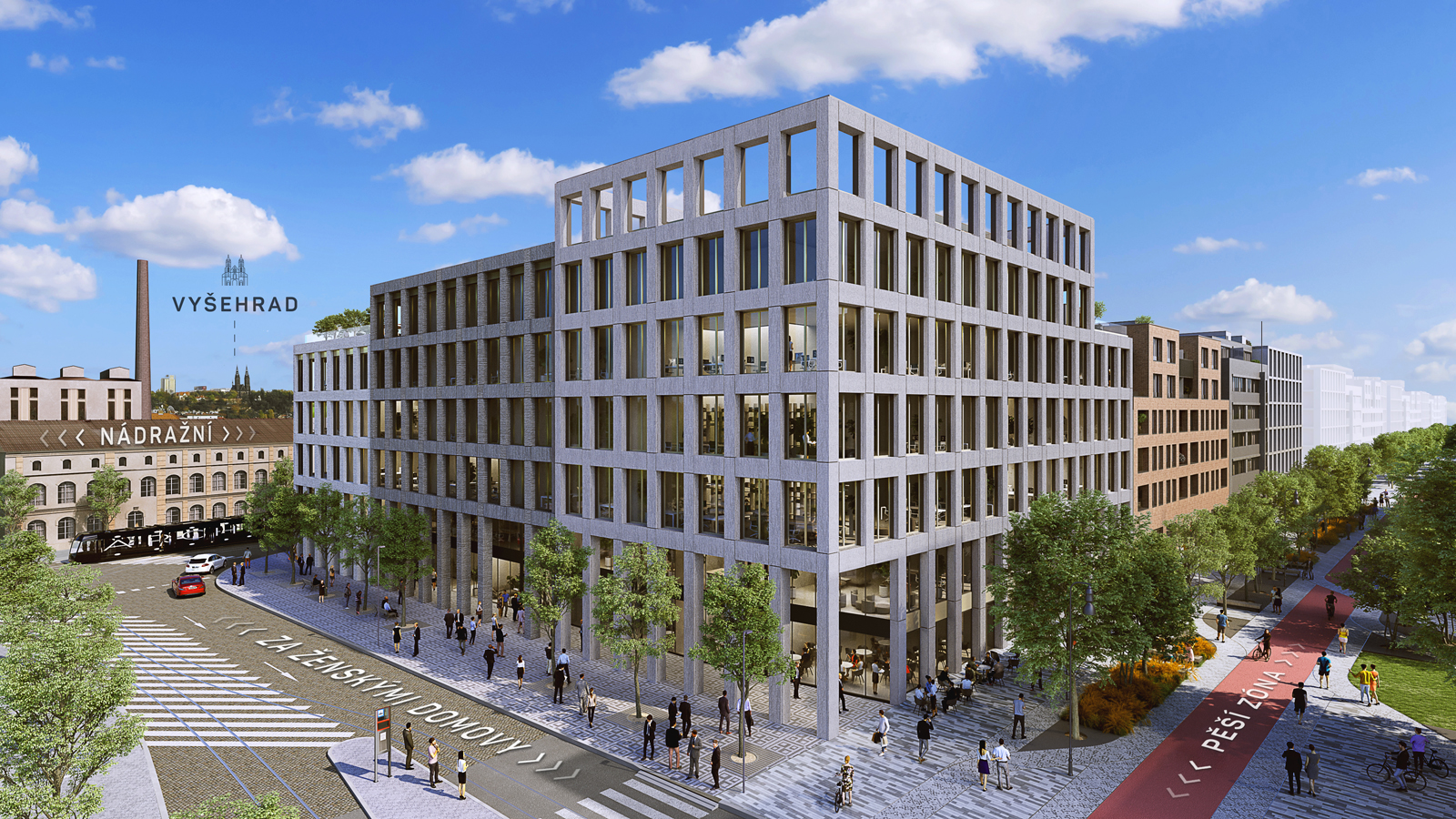
Smichov City, Visualisierung 5 – Za Ženskými domovy-Straße
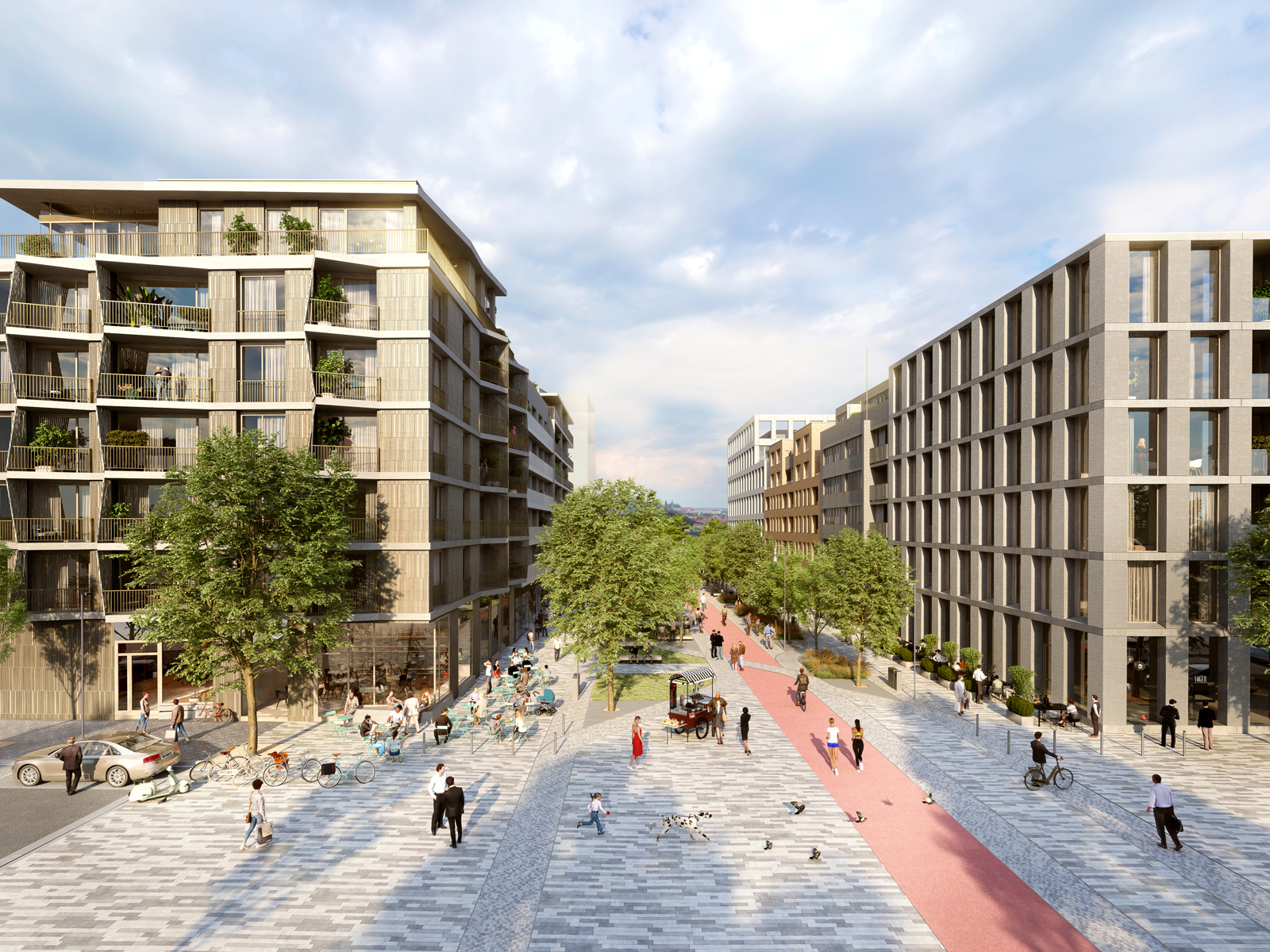
Smichov City, Visualisierung 7 – Fußgängerboulevard
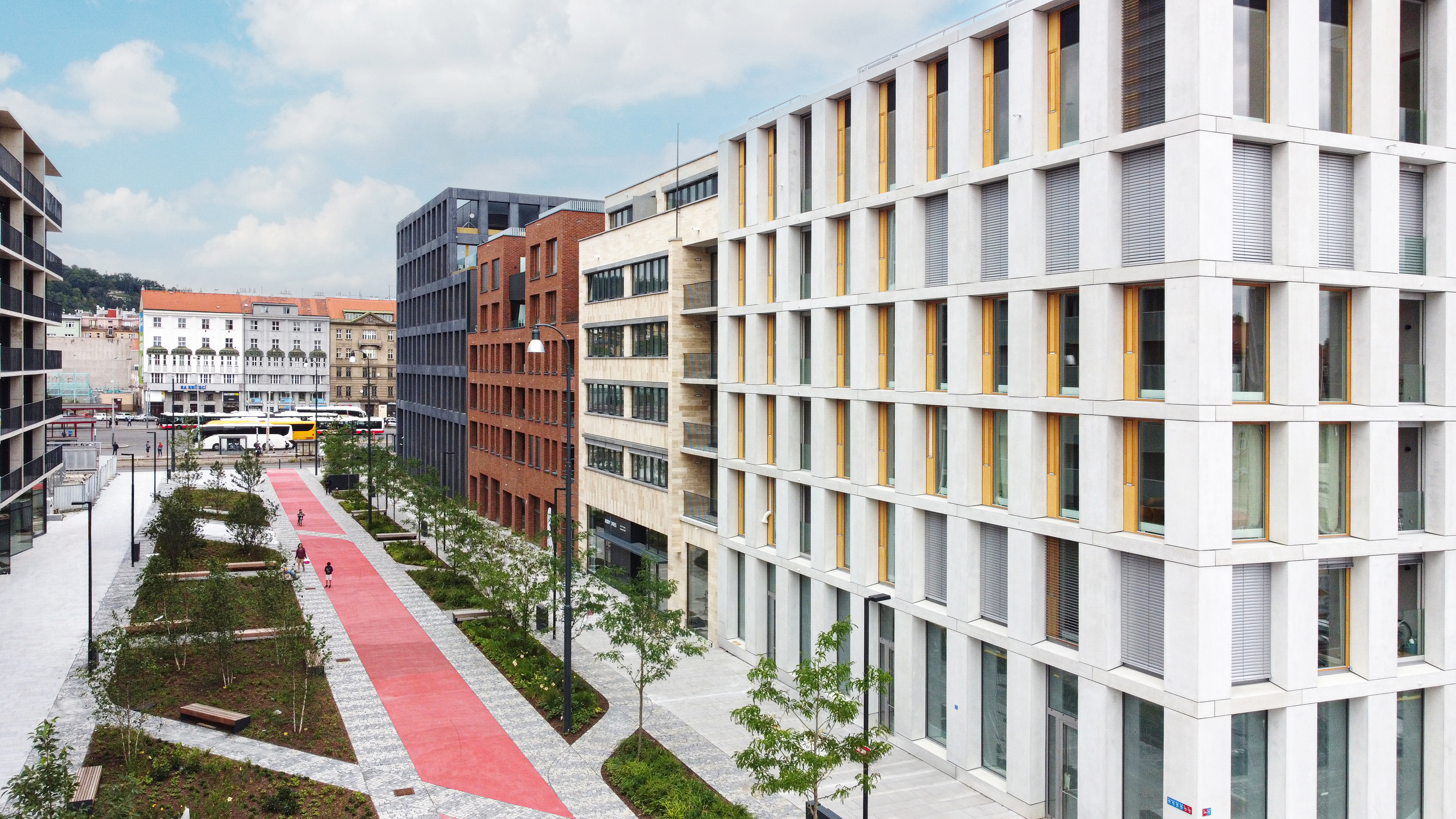
Smichov City – Visualisierung des Albright Boulevard

### Zweite Bauetappe
Die zweite Bauetappe betrifft den südlichen Teil des Viertels. In diesem Gebiet tritt die Česká spořitelna als Investor in Erscheinung. So entfällt allein auf die neue Zentrale, in der rund 3 500 Angestellte arbeiten werden, fast die Hälfte der bebauten Fläche. Am südlichen Ende des Boulevards sind ein Hotel mit Smíchov Market und drei weitere Bürogebäude mit einer Gesamtfläche von 45 000 m² geplant. Die Gewinner des Architekturwettbewerbs für den Česká-spořitelna-Campus sind Baumschlager Eberle Architekten aus Österreich zusammen mit dem tschechischen Architekturbüro Pavel Hnilička Architects+Planners. Das Hotel wird nach einem Entwurf von Henke Schreieck Architekten gebaut, weitere Entwürfe in dem Areal stammen von den schwedischen Architekten Tham & Videgård und dem deutsch-tschechischen Atelier Schindler Seko Architects.
Auch Prag 5 plant eine bedeutende Investition in das Gebiet, denn das Projekt Smíchov City wird eine Grundschule umfassen, für die die Sekyra Group das Grundstück zur Verfügung gestellt hat. Die Schule soll an einem städtebaulich besonders bedeutenden Punkt des gesamten Smíchov City-Projekts entstehen. Dies entspricht dem Standort, an dem in einer traditionell wachsenden Stadt öffentliche Gebäude errichtet werden. Die Schule wird an der Kreuzung der Fußgängerzone und der Parks liegen, an die Infrastruktur angebunden sein, aber gleichzeitig nicht direkt an der Straße stehen, um die Sicherheit der Kinder zu gewährleisten.
Der Entwurf der Schule ist das Ergebnis eines internationalen Architekturwettbewerbs. Im Wettbewerb für die Schule waren insgesamt 66 Projekte aus der ganzen Welt beteiligt. Die Jury entschied sich für einen gemeinsamen Entwurf des kanadischen und polnischen Architekten von Office Ou und Innostudio.
Aus dem Stadtbezirk Prag 5 kam der Vorschlag, die Schule nach einem seiner prominenten Bürger, dem Sänger Karel Gott, zu benennen. Der neben der Schule entstehende Park soll sportlichen Aktivitäten Raum bieten.

Mit dem Bau der zweiten Bauetappe von Smíchov City wird im Jahr 2024 begonnen. Die Gesamtinvestitionen in dieser Bauetappe des Projekts werden 30 Milliarden Kronen erreichen.

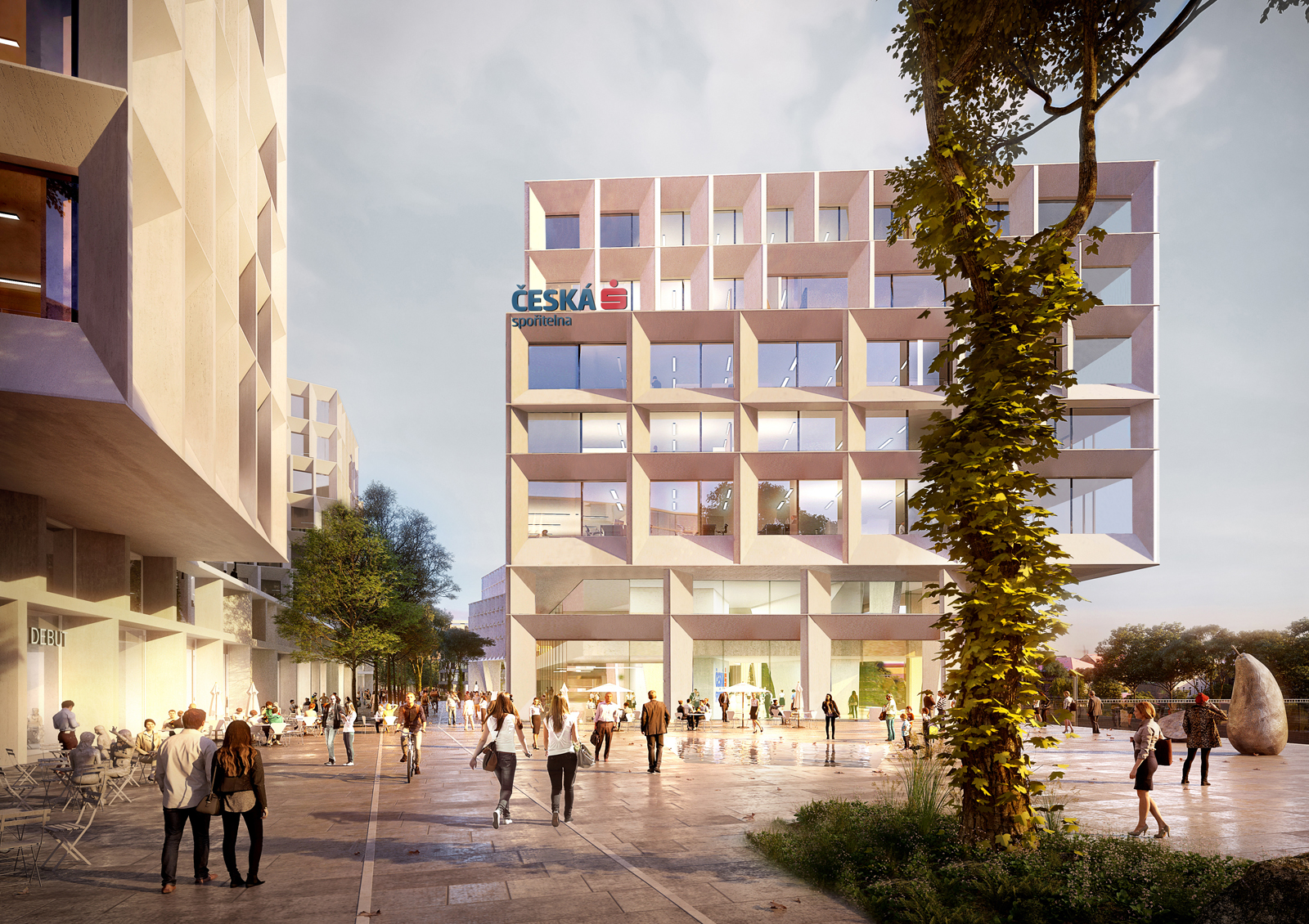
Smíchov City, Visualisierung 8 – Bürocampus
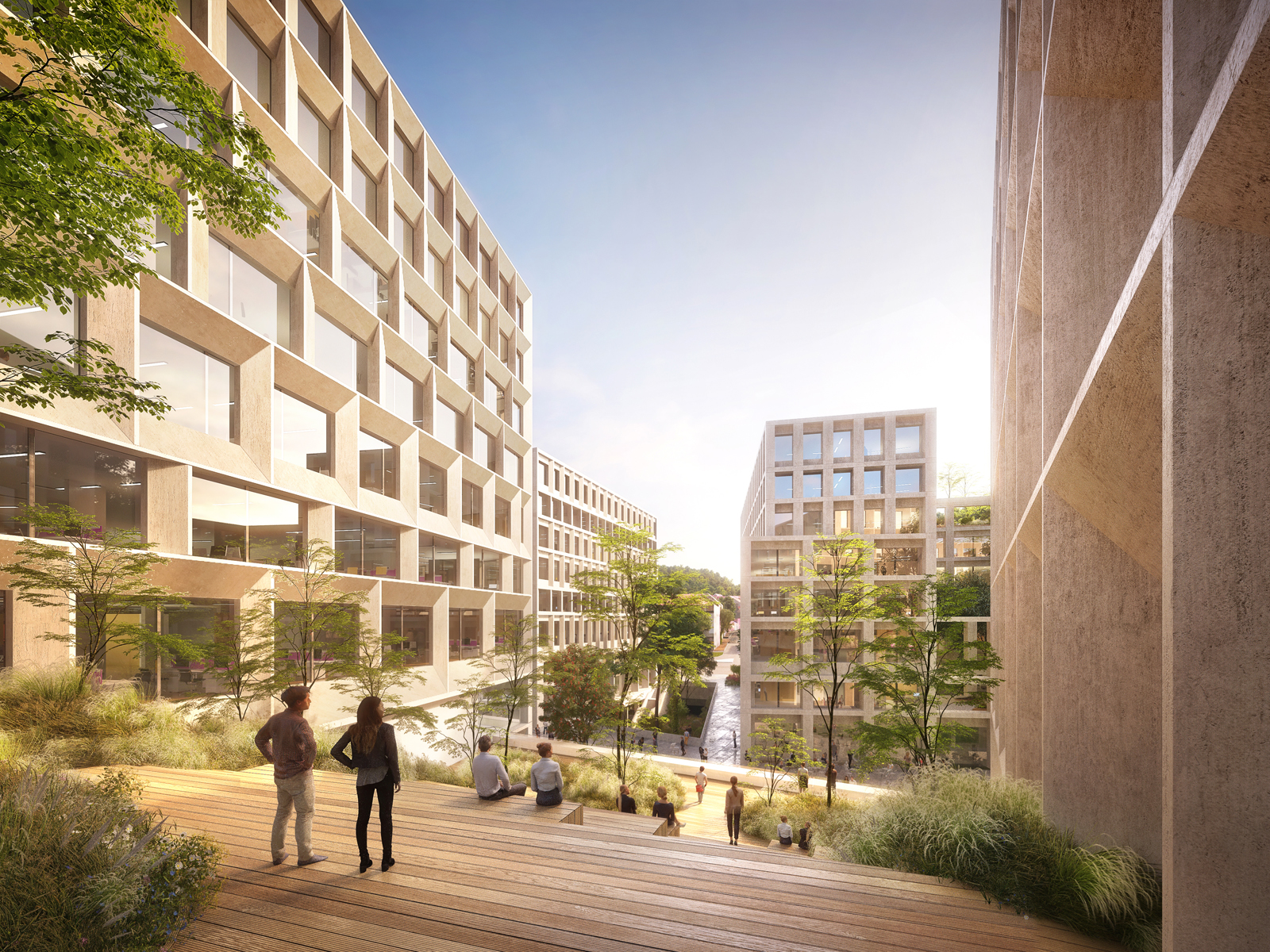
Smíchov City, Visualisierung 9 – Bürocampus
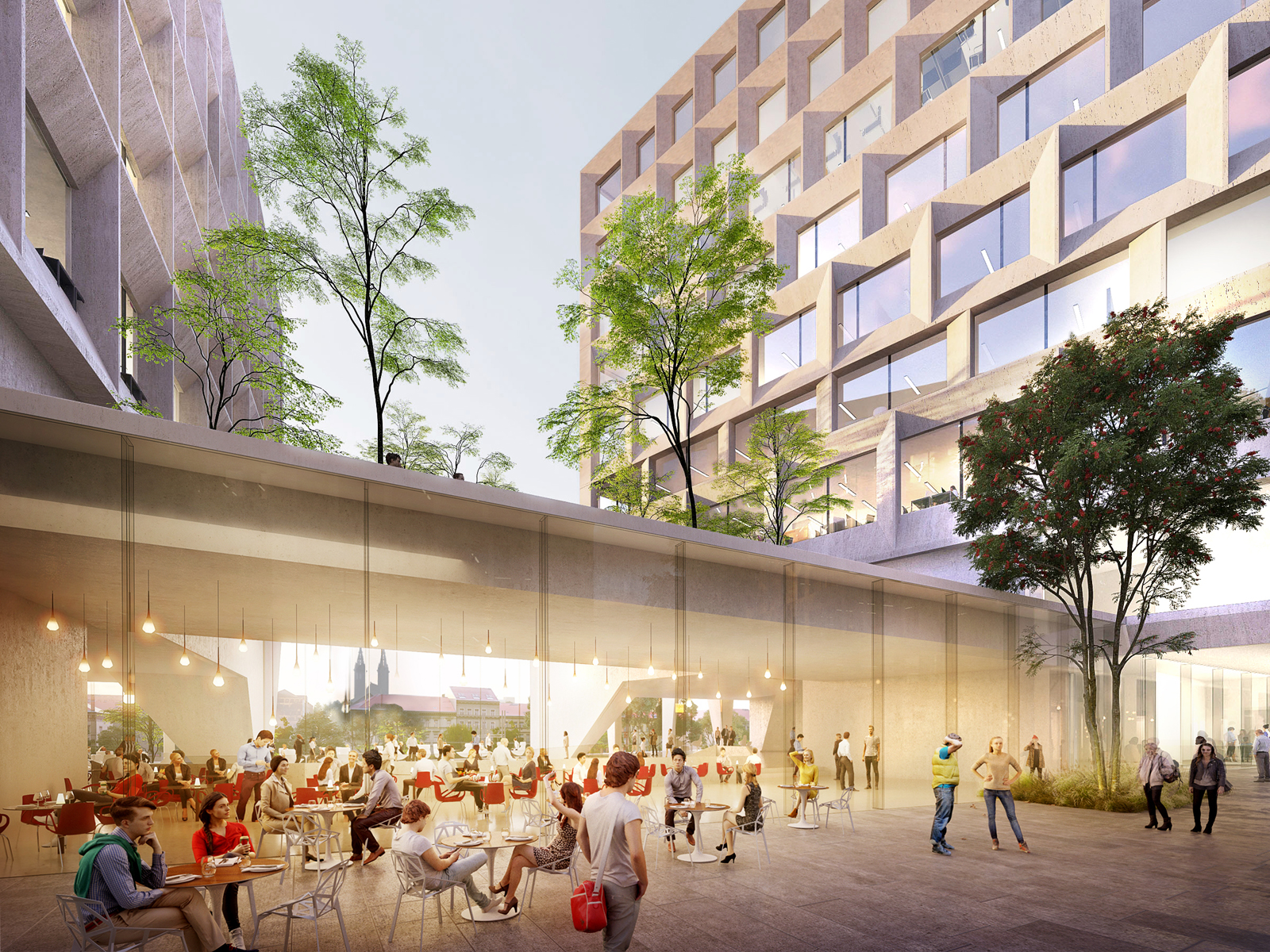
Smíchov City, Visualisierung 10 – Bürocampus
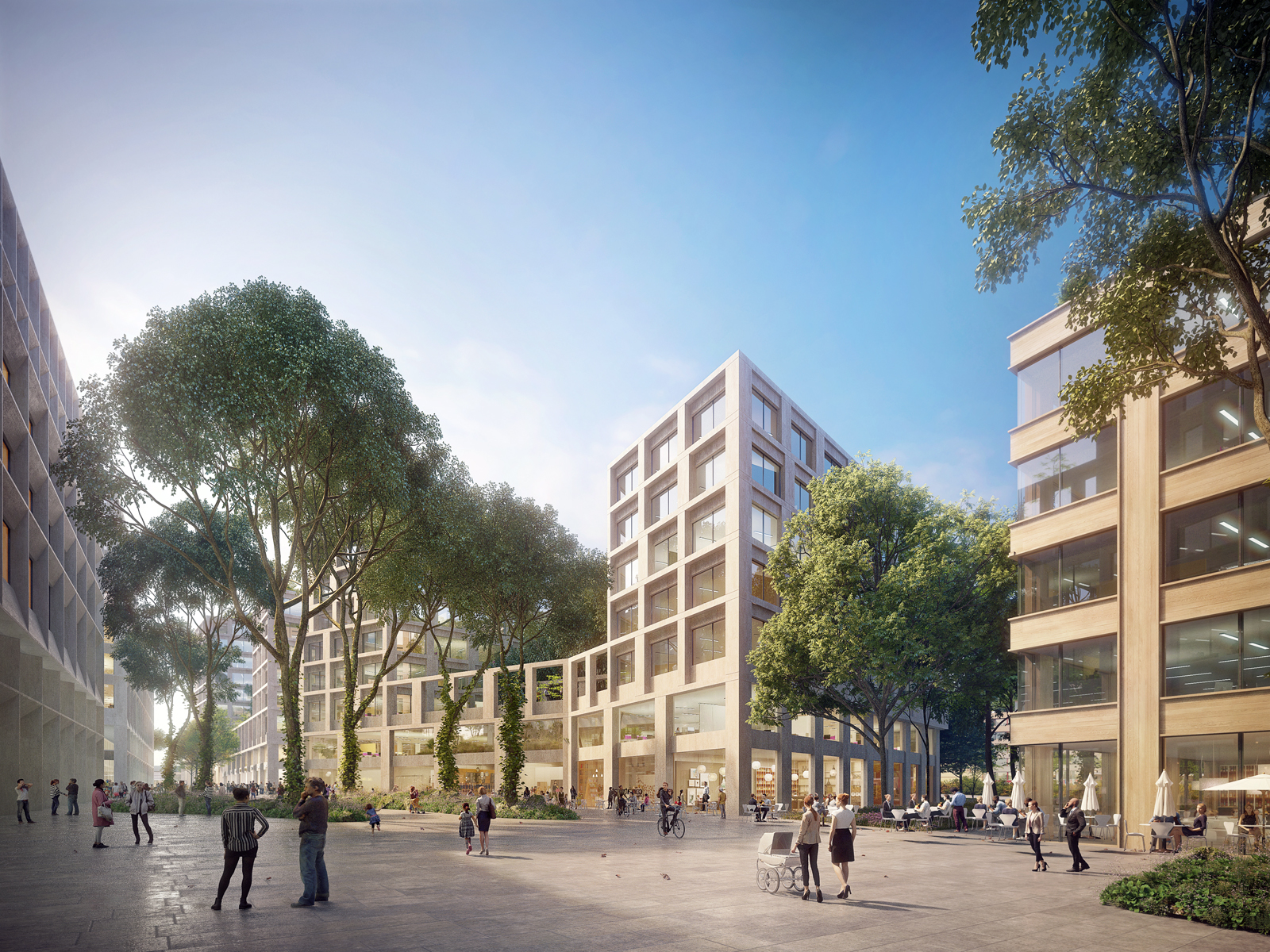
Smíchov City, Visualisierung 11 – Bürocampus

### Dritte Bauetappe
Parallel zu den Arbeiten am südlichen Abschnitt laufen die Vorbereitungen für die Fortsetzung der Bauarbeiten am nördlichen Teil. Dieser dritte Bauabschnitt soll um die Jahreswende beginnen und umfasst die drei Wohnblöcke SM7, SM8 und SM10. Die Blöcke werden zwischen den Straßen Nádražní, Madeleine Albright und Vacková liegen und auf dem ersten Bauabschnitt aufbauen. Jeder der Blöcke der dritten Bauetappe ist, wie bereits in der ersten Etappe, in Abschnitte unterteilt, die an traditionelle Mietshäuser erinnern. Insgesamt gibt es 31 Blöcke, in denen rund 800 Wohnungen entstehen, die zukünftig mehr als zweitausend Menschen beherbergen könnten. Wie in der ersten Bauetappe werden die Blöcke über ein funktionales Erdgeschoss mit einer Vielzahl von Gewerbeeinheiten verfügen. Die Parkplätze werden in Tiefgaragen untergebracht, die sich ausschließlich unter den Gebäuden befinden und die bebaute Fläche nicht vergrößern. Jeder der neuen Stadtblöcke wird über einen begrünten Innenhof verfügen.

### Vierte Bauetappe
Die vierte und letzte Etappe von Smíchov City wird an der Radlická-Straße liegen. In diesem Bereich wird ein bedeutender öffentlicher Raum entstehen, zu dem unter anderem die Kultur- und Sporthalle Radlická gehören wird, deren Erhalt sich die Sekyra Group verpflichtet hat. Der Raum wurde von einer Gruppe von Enthusiasten aus einer verlassenen Eisenbahnhalle als Treffpunkt für Kultur und Sport geschaffen. Die Öffentlichkeit hat durch eine Online-Crowdfunding-Kampagne dazu beigetragen, die Halle in Betrieb zu nehmen. Als Hommage an die Tradition des Ortes wird dieses Gebäude das Herzstück des künftigen Platzes bilden.